# 垌心乡
垌心乡，是中华人民共和国广西壮族自治区贵港市桂平市下辖的一个乡镇级行政单位。

## 行政区划
垌心乡下辖以下地区：
垌心村、上瑶村、王举村、谷山村、督的村、罗宜村和三连村。